# Hipopòtam nan
L'hipopòtam nan (Choeropsis liberiensis) és un gran mamífer originari dels boscos i aiguamolls de l'Àfrica occidental. Es tracta d'un animal solitari i nocturn. L'hipopòtam nan és una de les dues úniques espècies vivents de la família dels hipopotàmids. L'altra és el seu cosí molt més gros, l'hipopòtam comú.
L'hipopòtam nan presenta nombroses adaptacions al medi terrestre, però igual que el seu cosí més gros, és semiaquàtic i roman a prop de l'aigua per tal de mantenir la pell humida i la temperatura corporal baixa. Comportaments tals com l'aparellament i donar a llum es poden donar a l'aigua o a terra ferma. L'hipopòtam nan és un animal herbívor que s'alimenta de falgueres, dicotiledònies, herbes i fruits que troba als boscs.
L'hipopòtam nan és una criatura nocturna de bosc, i és per això que és un animal complicat d'estudiar en estat salvatge. Els hipopòtams nans eren desconeguts fora de l'oest de l'Àfrica fins al segle xix. Foren introduïts a zoològics a principis del segle xx, es reprodueixen fàcilment en captivitat i gran part de la recerca sobre aquests animals es basa en espècimens de zoològics. La supervivència d'aquestes espècies en captivitat està més assegurada que en estat salvatge: la Unió Internacional per a la Conservació de la Natura calcula que queden menys de 3.000 hipopòtams nans en llibertat. Els hipopòtams nans estan amenaçats principalment per la pèrdua d'hàbitat, car els boscos són eliminats i substituïts per granges, però també són vulnerables a la caça i la caça furtiva, els depredadors naturals i les guerres.

## Taxonomia i orígens

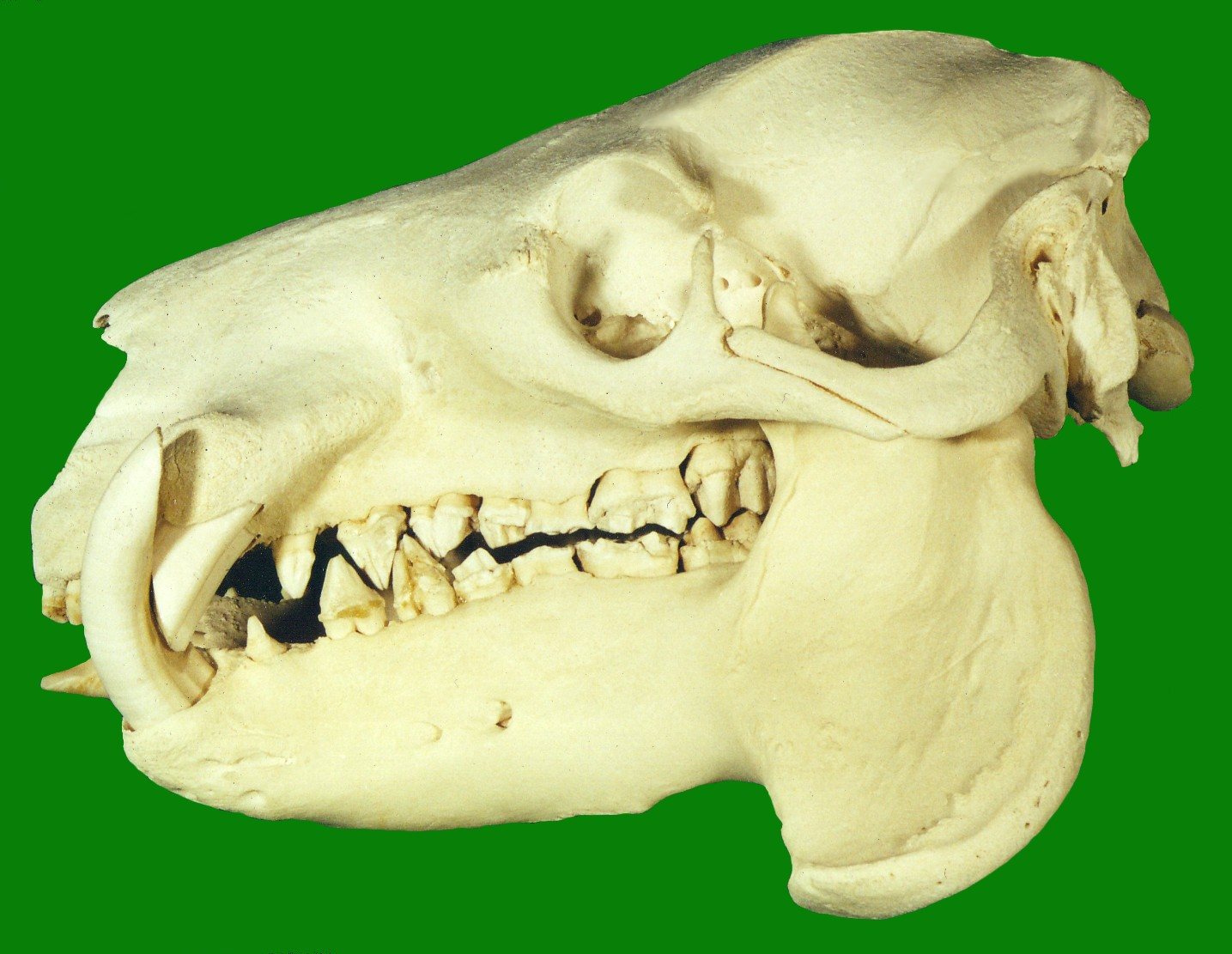
Crani d'un hipopòtam nan

L'hipopòtam nan és un membre de la família dels hipopotàmids (Hippopotamidae), en què és classificat o bé com a membre del gènere Choeropsis (‘similar a un porc’) o bé del gènere Hexaprotodon (‘sis dents frontals’). A vegades s'utilitza la subfamília dels hipopotamins. Alguns taxonomistes agrupen els hipopòtams i els antracotèrids en la superfamília dels antracoteroïdeus o hipopotamoïdeus.
Una espècie germana de l'hipopòtam nan podria haver estat l'hipopòtam nan malgaix (Hexaprotodon madagascariensis, Choeropsis madagascariensis o Hippopotamus madagascariensis), poc estudiat, que és una de les tres espècies de Madagascar extintes recentment. C. madagascariensis tenia la mateixa mida que C. liberiensis i compartia el seu comportament terrestre, habitant les terres altes de bosc de Madagascar, en lloc de rius oberts. Es creu que s'ha extingit en els últims 500 anys.
La taxonomia del gènere de l'hipopòtam nan ha canviat a mesura que s'ha anat desenvolupant el coneixement d'aquest animal. Samuel George Morton el classificà originalment com a Hippopotamus minor, però més tard va determinar que era prou diferent com per justificar un gènere propi, i el va classificar com a Choeropsis. L'any 1977, Coryndon va proposar que l'hipopòtam nan estava estretament emparentat amb els Hexaprotodon, un gènere que incloïa els hipopòtams prehistòrics que eren principalment natius d'Àsia. Aquesta assignació fou àmpliament acceptada, fins que l'any 2005 Boisserie determinà que l'hipopòtam nan no pertanyia a Hexaprodoton, després d'una minuciosa anàlisi de la filogènesi dels hipopotàmids; en canvi, suggerí que l'hipopòtam nan era un gènere diferent, i retornà l'animal al gènere Choeropsis. Tanmateix, tothom està d'acord que l'hipopòtam nan, sigui H. liberiensis o C. liberiensis, és l'únic membre supervivent del seu gènere.

### Subespècie nigeriana
Una subespècie diferent d'hipopòtam nan visqué a Nigèria fins, almenys, el segle xx. L'existència de la subespècie, fa que Choeropsis liberiensis liberiensis (o Hexaprotodon liberiensis liberiensis, segons la classificació antiga) sigui el nom trinomial complet de l'hipopòtam nan de Libèria. L'hipopòtam nan nigerià mai no fou estudiat en estat salvatge ni tampoc no fou capturat. Tota la recerca efectuada i tots els espècimens de zoològics són de la subespècie liberiana. La subespècie de Nigèria és classificada com a C. liberiensis heslopi.
L'hipopòtam nan nigerià vivia al delta del riu Níger, especialment a prop de Port Harcourt, però no hi ha cap registre fidedigne després de la col·lecció obtinguda per I. R. P. Heslop, un oficial britànic colonial, a principis de la dècada del 1940. Es creu que està extingit. La subespècie estava aïllada per més de 1.800 kilòmetres i pel corredor Togo-Dahomey, una regió de desert que divideix les regions boscoses de l'oest de l'Àfrica. La subespècie fou anomenada en referència a I. R. P. Heslop, que el 1945 afirmà haver disparat un hipopòtam nan a la regió del delta del Níger i que n'havia recol·lectat diversos cranis. Estimà que potser no quedaven més de trenta hipopòtams nans a la regió.
Es diu que Heslop envià quatre cranis d'hipopòtam nan que havia recollit al Museu Britànic d'Història Natural de Londres. Tanmateix, aquests espècimens no foren avaluats taxonòmicament fins al 1969, quan G. B. Corbet els classificà com a pertanyents a una subespècie distinta basant-se en variacions consistents en les proporcions dels cranis. Els hipopòtams nans foren observats o morts als estats de Rivers, Imo i Bayelsa (Nigèria). Mentre que algunes poblacions locals saben que l'espècie existí en el passat, la seva història a la regió està pobrament documentada.

### Evolució

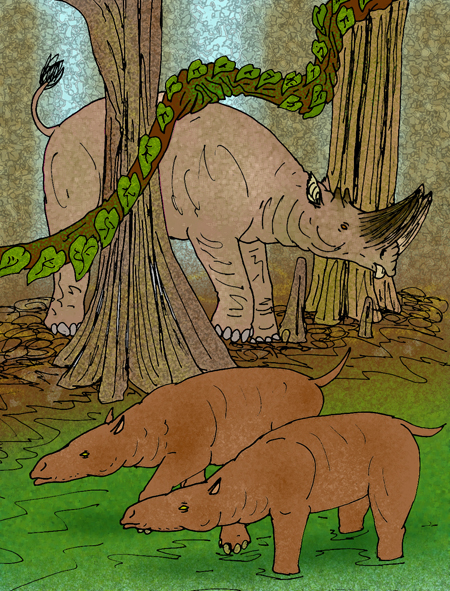
Un arsinoïteri (a dalt) i un Bothriogenys fraasi (a baix). Els antracotèrids com Bothriogenys s'assemblaven als hipopòtams nans i es troben entre els seus possibles avantpassats.

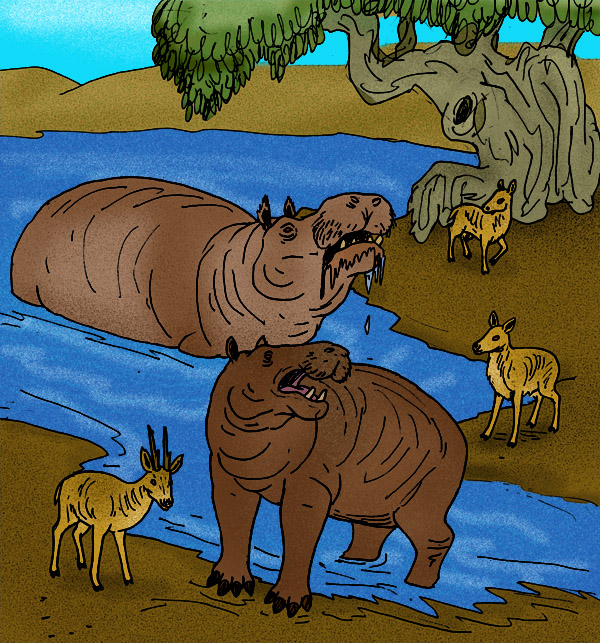
L'hipopòtam nan de Creta (H. creutzburgi) tenia una mida semblant a la de l'hipopòtam nan, però era més proper a l'hipopòtam comú.

L'evolució de l'hipopòtam nan s'estudia molt sovint dins el context del seu cosí més gran. Durant molt de temps es cregué que ambdues espècies tenien com a parents més propers els súids (porcs i afins) o els taiassúids (pècaris), però la investigació al llarg dels últims deu anys ha determinat que els hipopòtams tenen com a parents més propers els cetacis (balenes i dofins). Els hipopòtams i els cetacis compartiren un avantpassat comú semiaquàtic que divergí dels altres artiodàctils fa aproximadament 60 milions d'anys. Probablement, aquest avantpassat hipotètic se separà en dues branques aproximadament sis milions d'anys més tard. Una branca evolucionaria en els cetacis, mentre que l'altra branca esdevindrien els antracotèrids, una gran família de bèsties quadrúpedes, els primers membres de la qual, de l'Eocè superior, haurien tingut l'aspecte d'hipopòtams estrets amb un cap relativament petit i prim.
Els hipopotàmids tenen unes arrels profundes dins la família dels antracotèrids. L'hipopotàmid més antic conegut és del gènere Kenyapotamus, que visqué a Àfrica fa entre 16 i 8 milions d'anys. Kenyapotamus només és conegut a partir de fòssils fragmentaris, però tenia una mida similar a la de C. liberiensis. Es creu que els hipopotàmids evolucionaren a Àfrica, i tot i que en el passat les espècies arribaren a Àsia i Europa, no s'ha descobert cap hipopòtam a les Amèriques. A partir de fa entre 7,5 i 1,8 milions d'anys, Archaeopotamus, el probable avantpassat dels gèneres Hippopotamus i Hexaprotodon, visqué a Àfrica i l'Orient Pròxim.
Mentre que el registre fòssil dels hipopòtams encara no està ben comprès, els llinatges dels dos gèneres moderns, Hippopotamus i Choeropsis, podrien haver divergit fa fins a vuit milions d'anys. La forma ancestral podria haver estat el gènere Saotherium. El saoteri i Choeropsis són significativament més basals que Hippopotamus i Hexaprotodon, de manera que són més semblants a les espècies ancestrals d'hipopòtams.

### Hipopòtams nans i pigmeus extints
Diverses espècies d'hipopotàmids petits també s'han extingit al Mediterrani a finals del Plistocè o principis de l'Holocè. Tot i que a vegades se les coneix com a «hipopòtams pigmeus», es creu que no són parents propers de C. liberiensis. Inclouen l'hipopòtam nan de Creta (Hippopotamus creutzburgi), l'hipopòtam de Sicília (Hippopotamus pentlandi), l'hipopòtam de Malta (Hippopotamus melitensis) i l'hipopòtam nan de Xipre (Hippopotamus minor).
Aquestes espècies, tot i ser de mida comparable a l'hipopòtam pigmeu, són considerades espècies nanes, i no pigmees. Probablement descendien d'una espècie de mida normal d'hipopòtam europeu i assoliren la seva mida reduïda a través del procés evolutiu de nanisme insular, que és habitual a les illes; els avantpassats dels hipopòtams nans ja eren petits i, per tant, no hi hagué un procés de nanisme. També hi hagué diverses espècies d'hipopòtams pigmeus a l'illa de Madagascar (vegeu Hipopòtam malgaix).

## Descripció
Els hipopòtams nans tenen la mateixa forma general que els hipopòtams. Tenen un esquelet graviportal, amb quatre potes curtes i quatre dits a cada peu, suportant un cos corpulent. Tanmateix, l'hipopòtam nan només mesura la meitat de l'alçada de l'hipopòtam, i pesa menys d'un quart del que pesa el seu cosí més gran. Els hipopòtams nans mesuren uns 75-83 centímetres d'alt a l'espatlla, tenen una llargada de 150-177 centímetres i pesen 180-275 quilograms. La seva longevitat en captivitat va de 30 a 55 anys, tot i que és improbable que visquin tant de temps en llibertat.

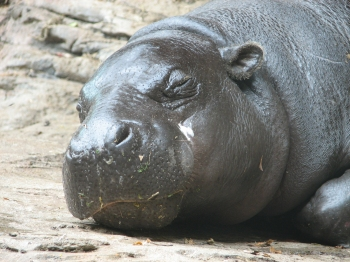
Un hipopòtam nan reposa al Zoo de Louisville. El crani d'un hipopòtam nan té les òrbites i els narius menys marcats que els d'un hipopòtam comú.

La pell és d'un color negre verdós o marró, que canvia a un gris cremós a la part inferior del cos. La pell és molt similar a la de l'hipopòtam comú, amb una epidermis prima per sobre d'una dermis d'uns quants centímetres de gruix. Els hipopòtams nans tenen la mateixa suor inusual que els comuns, que dona una tonalitat rosada al seu cos, i a vegades se la descriu com a «suor de sang», tot i que la secreció no és ni suor ni sang. Es creu que aquesta substància altament alcalina té propietats antisèptiques i de protecció contra el sol. La pell dels hipopòtams s'asseca ràpidament i s'esquerda, motiu pel qual ambdues espècies d'hipopòtam passen tant de temps a l'aigua.
L'esquelet de C. liberiensis és més gràcil que el de l'hipopòtam comú, cosa que significa que, en proporció, els seus ossos són més prims. La columna vertebral de l'hipopòtam comú és paral·lela a terra, mentre que la del nan s'inclina cap endavant; probablement, és una adaptació per passar més fàcilment per la densa vegetació dels boscos. En proporció, les potes i el coll de l'hipopòtam nan són més llargs, i el cap més petit. Les òrbites i els narius del pigmeu nan estan molt menys pronunciats, una adaptació al fet de passar menys temps en aigües profundes (on les òrbites i els narius pronunciats ajuden l'hipopòtam comú a veure-hi i respirar). Els peus dels hipopòtams nans són més estrets, però els dits estan més estesos i tenen menys palmeig, per ajudar-los a moure's al sòl del bosc. Tot i les adaptacions a una vida més terrestre que la de l'hipopòtam comú, els hipopòtams nans continuen sent més aquàtics que qualsevol altre artiodàctil. Les orelles i els narius dels hipopòtams nans tenen unes vàlvules musculars fortes per ajudar-los a immergir-se, i la fisiologia de la pell depèn de la disponibilitat d'aigua.

## Comportament
El comportament de l'hipopòtam nan difereix del de l'hipopòtam comú en molts aspectes. La major part del seu comportament és més semblant al d'un tapir, tot i que això és un efecte de l'evolució convergent. Mentre que l'hipopòtam comú és gregari, els hipopòtams nans viuen o bé sols o bé en grups petits, formats típicament per una parella sexual o una mare i la seva cria. Quan es troben, els hipopòtams nans tendeixen a ignorar-se més que a combatre. Estudis de camp han estimat que els territoris dels mascles mesuren uns 1,85 km², mentre que els de les femelles mesuren entre 0,4 i 0,6 km².
Els hipopòtams nans es passen gran part del dia amagats als rius. Reposen al mateix lloc durant dies seguits, abans de moure's a un nou indret. Almenys alguns hipopòtams nans utilitzen caus o nius que es formen a les ribes dels rius. No se sap si els hipopòtams nans contribueixen a la seva formació, o com d'estès és el seu ús. Tot i que mai no s'ha observat un hipopòtam nan excavant, altres artiodàctils, com els facoquers, són excavadors.

### Dieta
Com l'hipopòtam comú, l'hipopòtam nan emergeix de l'aigua quan es fa fosc per alimentar-se. Aprofita les pistes obertes per altres animals per desplaçar-se a través de la densa vegetació dels boscos. Marca les pistes escampant-hi fems; ho fa sacsejant vigorosament la cua mentre defeca. L'hipopòtam nan es passa unes sis hores al dia buscant aliment.
Els hipopòtams nans són herbívors. No es mengen vegetació aquàtica en quantitats significatives, i rarament es mengen herba perquè és rara als boscos densos on viuen. La part principal de la dieta d'un hipopòtam nan es compon de falgueres, plantes de fulla ampla i fruits que han caigut al terra del bosc. L'àmplia varietat de plantes que s'ha observat consumir als hipopòtams nans suggereix que es mengen qualsevol planta que estigui disponible. Aquesta dieta és de qualitat més alta que la de l'hipopòtam comú.

### Reproducció

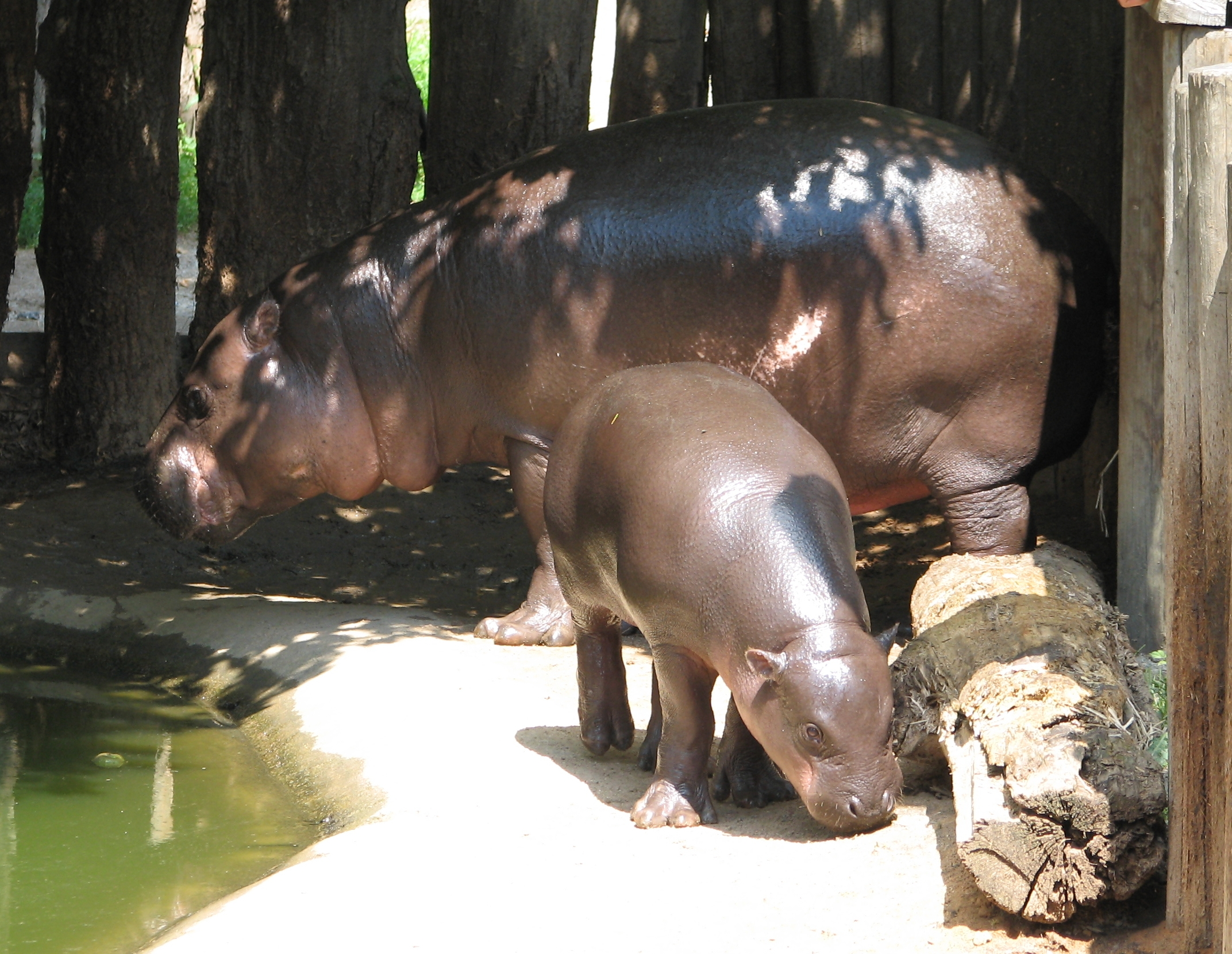
Un bebè d'hipopòtam nan roman a prop de la seva mare en un zoo de Jihlava (República Txeca).

Mai no s'ha dut a terme un estudi del comportament reproductiu d'aquest animal en estat salvatge; les condicions artificials de la captivitat podrien fer que el comportament observat dels hipopòtams nans als zoos diferissin del que tenen en condicions naturals. L'hipopòtam nan assoleix la maduresa sexual a entre tres i cinc anys. L'edat més primerenca per donar a llum fou la d'un hipopòtam nan del zoo de Basilea (Suïssa), que donà a llum una cria a l'edat de tres anys i tres mesos. El cicle estral d'una femella dura una mitjana de 35,5 dies, i l'estre en si dura entre 24 i 48 hores.
Els hipopòtams nans s'ajunten per aparellar-se, però la durada de la relació és desconeguda. Als zoos, s'aparellen en parelles monògames. La copulació pot tenir lloc a la terra o l'aigua, i cada parella copula entre una i quatre vegades durant un període estral. En captivitat, s'han concebut i donat a llum hipopòtams nans a tots els mesos de l'any. El període de gestació dura entre 190 i 210 dies, i habitualment neix una sola cria, tot i que se sap que hi ha hagut bessons.
L'hipopòtam comú només dona a llum i copula dins l'aigua, però els hipopòtams nans copulen i donen a llum tant a la terra com l'aigua. Els hipopòtams nans joves poden nedar gairebé immediatament. En néixer, els hipopòtams nans pesen 4,5-6,2 kg, i els mascles pesen uns 250 grams més que les femelles. Els hipopòtams nans són deslletats completament a entre sis i vuit mesos d'edat; abans de ser deslletats, no acompanyen la mare quan abandona l'aigua per buscar menjar, sinó que romanen amagats dins l'aigua sols. La mare torna a l'amagatall unes tres vegades al dia i crida la cria perquè vingui a mamar. La cria mama amb la mare estirada de costat.

## Conservació

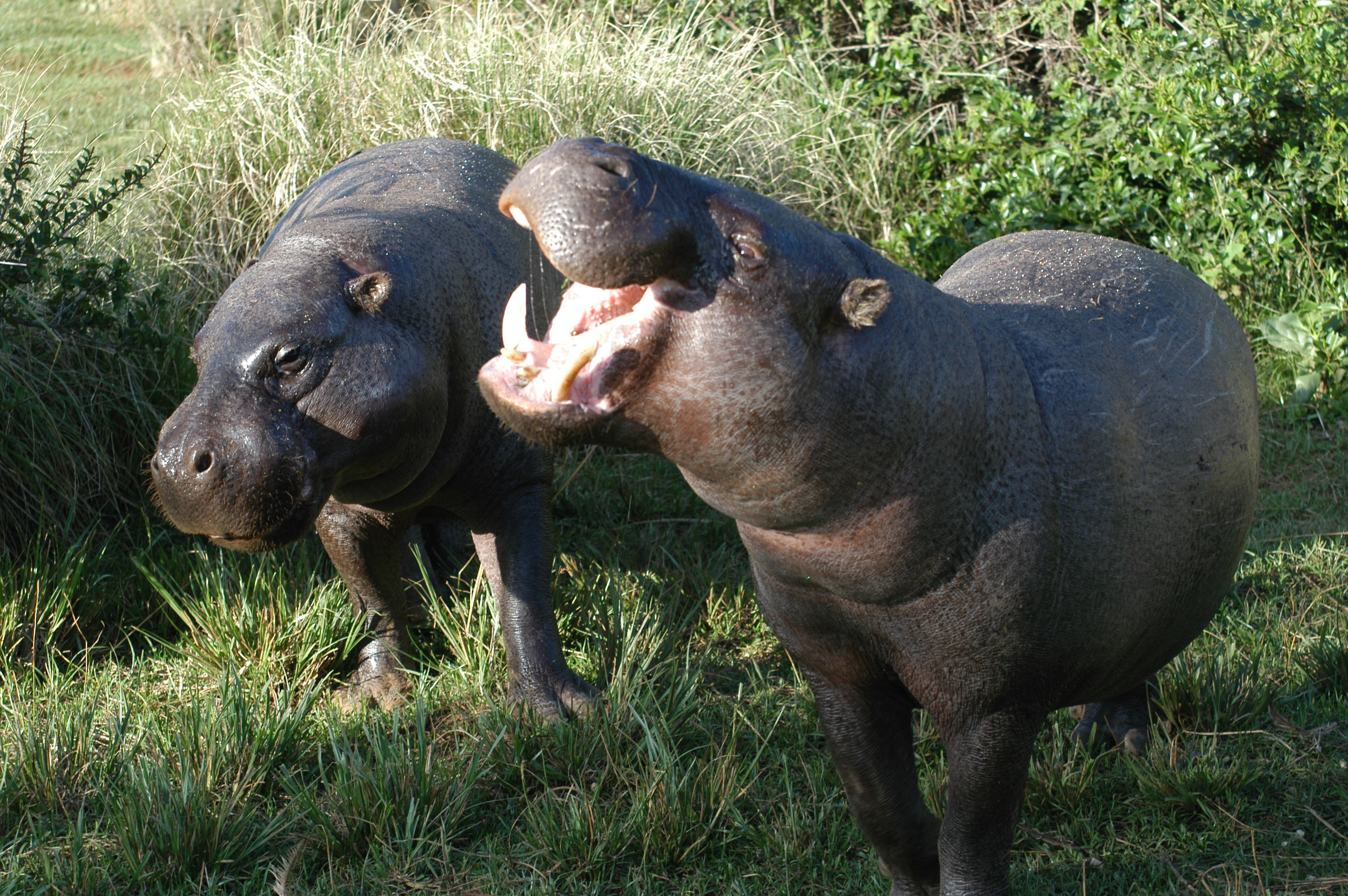
Un parell d'hipopòtams nans al Conservatori de la Fauna i Flora del Mont Kenya.

L'amenaça més important pels hipopòtams nans que queden és la pèrdua d'hàbitat. Els boscos en què viuen els hipopòtams nans porten molts anys subjectes a la tala d'arbres, els assentaments i la conversió dels terrenys en camps agrícoles, amb pocs esforços per fer que la tala sigui sostenible. A mesura que els boscos minven, les poblacions es tornen més fragmentades, portant a una menor diversitat genètica en el patrimoni d'aparellaments potencials.
A causa del seu estil de vida solitari, no són un objectiu de la caça de subsistència, tot i que els caçadors boiximans els cacen oportunísticament. Es diu que la seva carn és d'una qualitat excel·lent, com la d'un senglar; a diferència de l'hipopòtam comú, les dents de l'hipopòtam nan manquen de valor. Es desconeixen els efectes dels conflictes civils de l'Àfrica occidental, però és improbable que siguin positius. Els hipopòtams comuns adults no tenen predadors naturals, però els nans poden ser morts per lleopards, pitons i cocodrils. Tanmateix, no es coneix la freqüència amb què això passa.
El 2007, C. liberiensis fou identificat com una de les deu primeres «espècies centrals» del projecte Evolutionarily Distinct and Globally Endangered (EDGE).
Els hipopòtams nans crien lliurement als zoos. Entre el 1970 i el 1991 la població d'hipopòtams nans nascuts en captivitat va més que duplicar-se. La supervivència de l'espècie als zoos sembla més certa que en estat salvatge. En captivitat, viuen entre 42 i 55 anys, més que en llibertat. Des del 1919, només un 41% dels hipopòtams nans nascuts en zoos han estat mascles.

## Història i folklore

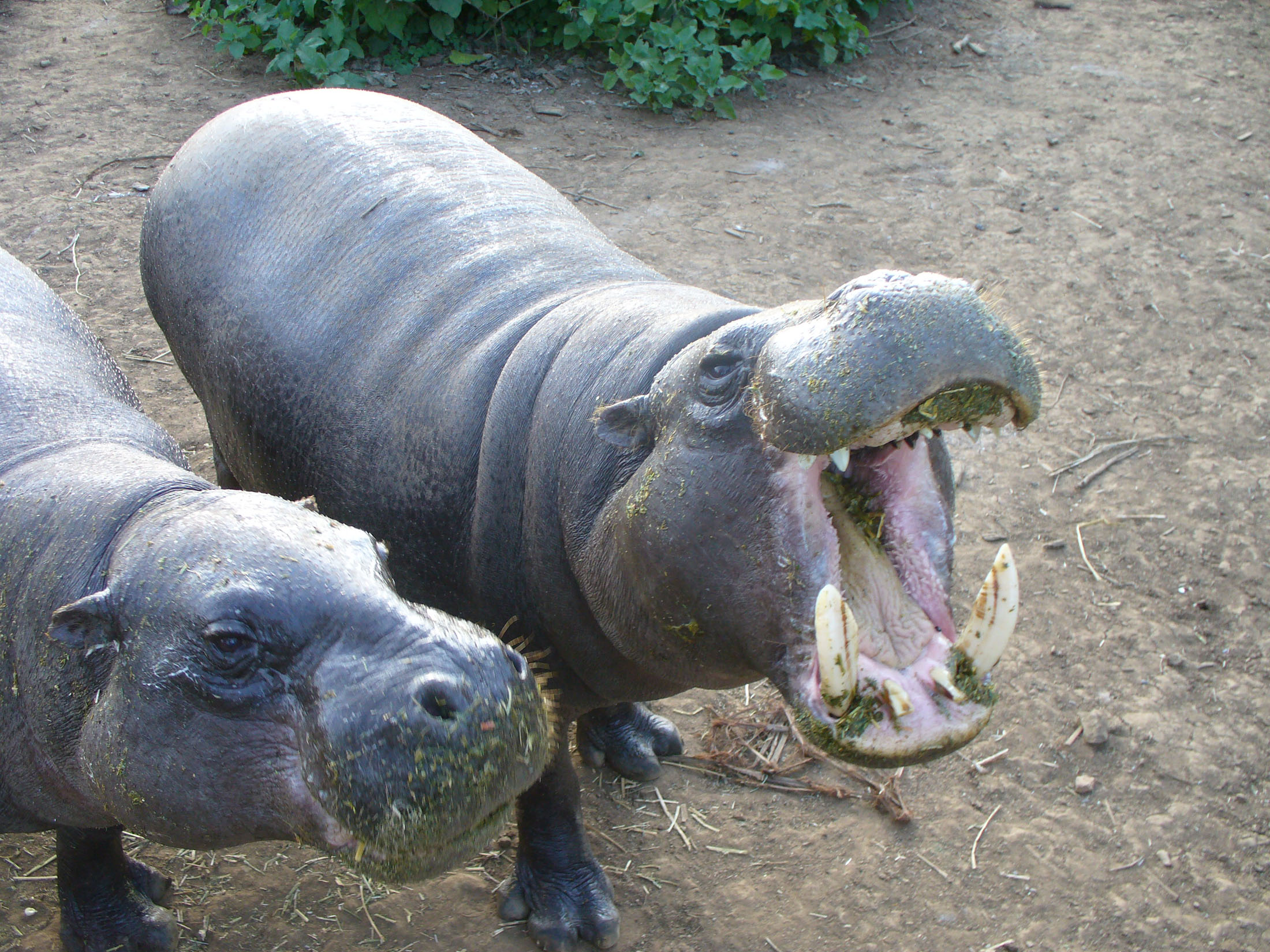
Un parell d'hipopòtams nans demanen canya de sucre al Conservatori de la Fauna i Flora del Mont Kenya.

Mentre que l'hipopòtam comú ja era conegut als europeus des de l'antiguitat clàssica, l'hipopòtam nan romangué desconegut fora del seu territori a l'Àfrica occidental fins al segle xix. A causa de la seva vida nocturna dins els boscos, també se'l coneixia poc dins del seu territori. A Libèria, l'animal era conegut tradicionalment com a «vaca aquàtica».
Els primers informes de camp sobre l'animal l'identificaren erròniament com a senglar. S'enviaren diversos cranis de l'espècie al científic natural estatunidenc Samuel George Morton quan residia a Monròvia (Libèria). Morton descrigué l'espècie per primer cop el 1843. Els primers espècimens complets foren recollits com a part d'una investigació detallada de la fauna de Libèria feta a les dècades del 1870 i del 1880 pel Dr. Johann Büttikofer. Els espècimens foren duts al Museu d'Història Natural de Leiden (Països Baixos).
El primer hipopòtam nan fou dut a Europa el 1873 després de ser capturat a Sierra Leone per un membre del Servei Colonial Britànic, però morí poc després d'arribar. Els hipopòtams nans foren introduïts amb èxit a Europa el 1911. Primer foren enviats a Alemanya i després al Zoo del Bronx, a Nova York, on també prosperaren.
El 1927, Harvey Firestone de la companyia de pneumàtics Firestone oferí un hipopòtam nan anomenat Billy al president estatunidenc Calvin Coolidge. Coolidge donà Billy a l'Smithsonian National Zoological Park. Segons el zoo, Billy és un avantpassat comú de la majoria d'hipopòtams nans dels zoos estatunidencs avui en dia.
Es coneixen diverses rondalles populars sobre l'hipopòtam nan. Una d'elles diu que els hipopòtams nans porten un diamant lluent a la boca per ajudar-los a moure's pels boscos foscos de nit; de dia, el desen en un amagatall, però un caçador pot aconseguir el diamant si caça l'hipopòtam durant la nit. A vegades, les poblacions indígenes creien que els hipopòtams nans bebès no mamen, sinó que llepen secrecions de la pell de la mare.